# La presa di Roma
La presa di Roma was de eerste Italiaanse film die openbaar in Italië getoond werd. De film, geregisseerd door Filoteo Alberini, verscheen in première op 20 september 1905. De hoofdrollen worden vertolkt door Ubaldo Maria Del Colle en Carlo Rosaspina.
De filmrol was 250 meter en kostte toen 500 Italiaanse lire. Vandaag blijft er slechts 75 meter over van de filmrol en dus 4 minuten speeltijd. De film is een korte film in zwart-wit en zonder geluid.

## Verhaal
De film vertelt de doorbraak van Porta Pia op 20 september 1870 en eindigt met de aanval van de Italiaanse infanteristen.

## Rolverdeling
| Acteur                 | Personage |
| ---------------------- | --------- |
| Ubaldo Maria Del Colle |           |
| Carlo Rosaspina        |           |